# 皮格尼茨基·凡妮
皮格尼茨基·凡妮（匈牙利語：Pigniczki Fanni，2000年1月23日—），匈牙利艺术体操运动员，2021年夏季世界大运会个人全能和球操金牌得主、2023年世界艺术体操锦标赛圈操铜牌得主。